# Бат-Улзий
Бат-Улзий (монг. Бат-Өлзий) — сомон аймака Уверхангай в Монголии, население 6,6 тыс. чел.. Расположен на расстоянии 450 км от Улан-Батора. Образован в 1924 году.

## Описание
Большую часть сомона занимают Хангайские горы. Климат резко континентальный. Водятся олени, кабаны, косули, волки, лисы, корсаки. Высота над уровнем моря - 1643-3099 м. Самая высокая точка - гора Ширээтийн уул (3216 м), самая низкая - 1600 м. Средняя температура января -20°-25°С, июля - 19°+20°С. В год в среднем впадает 300-400 мм осадков.
В сомоне имеется школа, больница, деревообрабатывающий цех, ряд туристических баз, центр сферы обслуживания и торговли. Сомон богат каменным углем.

## Достопримечательности
На территории сомона находится ряд природных достопримечательностей, к которым относятся водопад Улан Цутгалан и целебные минеральные воды - Могойт, Хятруун, Хамар, Улаан, Ууртийн Борхавцал, Шивэрт.